# Jacopo Peri
Jacopo Peri   (Roma, 20 d'agost de 1561 - Florència, 12 d'agost de 1633) fou un compositor i cantant italià del període de transició entre el renaixement i el barroc, i és considerat l'inventor de l'òpera. Va compondre la primera òpera que es conserva: Eurídice (1600).
Va néixer probablement a Roma i era sobrenomenat "el Zazzerino" (el pelut) pels seus cabells rossos. Va viatjar a Florència de nen, on va estudiar amb Cristofano Malvezzi, fent d'organista a diverses esglésies, i fent estudis sacerdotals i humanístics. El 1588 va començar a treballar a la Cort dels Mèdici, primer com a tenor, i el 1591 com a organista i sopranista en la capella ducal de Toscana, sota el gran duc Ferran I de Toscana i després amb Cosme II de Mèdici com a "director principal de música i dels músics". Les seves primeres obres van ser treballs de música incidental per al teatre i madrigals. Durant quaranta-cinc anys va saber merèixer l'afecte i la protecció dels sobirans en totes les festes i espectacles organitzats en la cort. Participà en les reunions de la "Camerat dei Bardi".
Posteriorment, al voltant dels anys 1590, Peri s'associa amb Jacopo Corsi, el patró més important de la música a Florència. Ells creien que l'art contemporani era inferior al de la Grècia clàssica i a l'art romà, decidint intentar recrear l'antic teatre grec, tal com la comprenien. La seva obra es va sumar a la de la Camerata Florentina de la dècada prèvia, que havia produït els primers experiments en monodia, l'estil de la cançó solista amb acompanyament d'un baix continu que eventualment es va desenvolupar en el recitatiu i l'ària. Peri i Corsi van sol·licitar al poeta Ottavio Rinuccini que els escrigués un text en aquesta línia, i el resultat va ser Dafne, que és considerada la primera obra d'un nou gènere, l'òpera. Va ser estrenada el 1594 o 1597 en el Palazzo Corsi, però la música s'ha perdut. L'estil de Dafne fou qualificat de recitatiu. Els bons resultats van moure a Rinuccini i Peri a treballar en una nova òpera: Eurídice. Va ser estrenada el 6 d'octubre del 1600, en el Palau Pitti en ocasió de les noces de Maria de Mèdici amb Enric IV de França, el mateix autor interpretà el paper de soprano d'Orfeo. La part instrumental sobre el baix continu fou improvisada. Giulio Caccini, compositor primmirat i belcantista, aconseguí introduir en l'òpera alguna ària seva. A diferència de Dafne, ha sobreviscut fins avui (si bé és difícilment escenificable i només com a curiositat històrica). L'èxit hagué de ser diplomàtic i convencional, dada la condició dels invitats. S'ignora si el compositor restà íntimament satisfet.
El plantejament musical de Peri indueix a un atent examen crític. L'estil recitatiu, que es creu derivat de l'antiga litúrgia hebrea, fou acollit sota diverses formes en les litúrgies romanes, ambrosiana i mossàrab del Medieval cristià. Es desenvolupà en la forma de sistema modal, que li assegurava una justa i bella expressivitat. En el decurs dels segles s'introduí gradualment el nou sistema tonal, en relacions no tan sols melòdiques sinó regulades harmònicament amb un baix continu molt simple i regulars cadències uniformes des del 2.º al 1.º grau. Aquest fou el recitatiu dogmàtic de Peri, del que se'n va fer gran propaganda en els ambients superficials de sobirans, prínceps i aristòcrates. Però això no podia considerar-se com una <<imitació>> litúrgica ni poètic-mètrica ni melòdica del gran art de Grècia.
No és difícil advertir la diferència en l'estil de L'Orfeo de Claudio Monteverdi. També és errònia la idea de Peri i dels seus contemporanis segons la qual les tragèdies gregues eren cantades íntegrament. No cap, doncs, parlar d'imitació. A més, en adoptar una forma intermèdia entre el parlat i l'entonat-cantat cal qualificar-se d'una altra irresponsable utopia: la utopia de voler alienar, eliminar de la música-art tot impuls viu, espontani, fantàstic i emotiu. Això és equiparable a la vella teoria durant tant temps admesa sobre el món sublunar. Peri, junt amb el seu intrigant rival Caccini, i tants altres personatges mediocres, creien ser els únics en afrontar i resoldre els problemes de l'òpera musical... però ja molt abans s'havien presentat espectacles a Roma, Ferrara i la Reggio de l'Emília amb iniciatives diferents i genials sobre l'anomenat <<estil recitatiu>>.
A Venècia, entre 1571 i 1605, es van compondre i representar sota els duxs de Macenigo, per Ponte i Grimani, 53 espectacles de cants solistes i corals, d'instruments i de danses sobre temes mitològics, pastorals i històrics. Foren els seus compositors entre d'altres Claudio Merulo i Giovanni Croce. El 1601, Peri es trasllada a Ferrara, potser per provar millor fortuna en els seus projectes. El 1608 va escriure els recitatius per a la producció a Màntua de L'Arianna, amb text de Rinuccini i àries de Claudio Monteverdi. L'hibridisme del seu rígid estil recitatiu, s'havia dissolt en el binomi recitatiu-ària? Més Peri, home molt tossut, ajudat pels prínceps fins als seus últims anys, no renuncià a les seves conviccions i posà música a Tetide d'Ottavio Rinuccini i el 1620 a Adone de Cicognini, obres que mai arribaren a representar-se.
Va escriure altres obres per a diversos entreteniments cortesans a Florència. Cap de les seves obres són interpretades avui dia, però la seva influència en compositors posteriors com Claudio Monteverdi va ser immensa.
De Peri ens ha arribat als nostres dies: el llibre Le varie Musiche a 1.2.3 voci, alcune spirituali, in ultimo per cantare nel Clavicembalo i Chitarrone (ed. Florència, 1609). En aquestes obres el canvi estilístic resulta evident en la diferenciació entre recitatiu i ària i en la gradual atenuació de la rigidesa dogmàtica.